# MP4Box

MP4Box es un conversor MPEG-4. Puede importar vídeo MPEG-4 (DivX/ Xvid/ 3ivx/ ffmpeg) y flujos de audio hacia un contenedor *.mp4. El resultado final es un flujo MPEG-4 bajo estándar ISO. También puede producir flujos de subtítulos MPEG-4 Timed Text a partir de formatos como el SubRip. MP4Box sólo dispone de una interfaz de línea de comando, pero puede usarse a partir de interfaz gráfica como  YAMB y MP4BoxGUI.